# Бенілюкс
Бенілю́кс (нід. Benelux Unie; люксемб. Benelux-Unioun; фр. Union Benelux) — політично-економічний союз у Європі, створений в 1944 р. Має в собі країни митно-економічного союзу — Бельгію, Нідерланди та Люксембург. Назва Benelux походить від перших складів оригінальних назв країн-учасників союзу.
Населення Бенілюксу налічує близько 27 562 217 осіб і займає площу приблизно 74 640 км² (28 819 кв. миль). Таким чином, густота населення Бенілюксу становить 369 осіб/км² (956 осіб/кв. милю).

## Економіка країн Бенілюксу в історичному контексті

### Економічні аспекти заснування Бенілюксу
Економічний Союз Бенілюкс (раніше Митний Союз Бенілюкс) — торговельна угода між Бельгією, Нідерландами та Люксембургом, колективно оформлений як Бенілюкс. Організація Бенілюкс розпочала свою діяльність 1 листопада 1960 р. як така, що наслідувала Митний союз, заснований 1 січня 1948 р. Союз встановлює стандарти тарифів на товари з країн — не членів Бенілюксу і призначає зобов'язання з торгівлі всередині союзу. Четверте за розміром угрупування на Заході, Бенілюкс обслуговує понад 25 мільйонів осіб.

Прапор Бенілюксу

Свого часу Бенілюкс вважався вельми обнадійливим експериментом, за прикладом якого сусідні країни мали б заснувати інші митні союзи, які потім могли б об'єднатися в більший економічний союз. Але після ратифікації угоди, яка заснувала Європейську спільноту з вугілля та сталі в 1952 р., інтереси сусідніх країн, а разом із ними й Бенілюксу, стали відповідати планам заснування Європейського Економічного Союзу.
Економічний Союз Бенілюкс став важливою моделлю для ідеї Європейського Союзу, можна навіть сказати — його передумовою. Бенілюкс продовжує діяти в деяких питаннях як менше економічне угрупування в рамках більшого, що має штаб-квартиру в Брюсселі.
Етнічно країни Бенілюксу формують транзитну зону між стародавнім Германським та Латинським наслідуванням Західної Європи. Зокрема, мови країн — це французька та німецька. Компактність розселення населення в цих країнах — одна з найвищих в Європі та світі. Регіон є урбанізованим, в якому близько 90% населення мешкають у містах та подібних районах. Брюссель, Амстердам, Роттердам і Гаага є одними з головних міст Європи.
Країни Бенілюксу є одними з найбільше індустріалізованих регіонів світу і мають ринкові економіки, які значною мірою залежать від зовнішньої торгівлі. У зв'язку з прагненням країни забезпечити безпеку і протекцію власної торгівлі ці країни були піонерами економічної інтеграції, створивши Економічний союз Бельгія — Люксембург в 1921 р., а після Другої світової війни — Бенілюкс. Цей союз забезпечує вільний рух людей, товарів, капіталу і послуг між трьома країнами, координує їхню політику в економічній, фінансовій, соціальній сферах, забезпечує дотримання спільної зовнішньоторгівельної політики.
Таким чином, обравши шлях на Європейську інтеграцію ще в 1921 році, країни Бенілюксу раз і назавжди розв'язали питання пріоритетів економічних відносин країн регіону зі світом. Першопроходці в інтеграції, ці країни демонструють сьогодні чудові результати росту національних економік і найкращі традиції економічної співпраці через кордони. Інші країни ЄС просто не можуть вихвалятися такими результатами.

### Передумови економічного зростання регіону
Перш за все звернемо увагу на Нідерланди: в цілому циклічний розвиток економіки Нідерландів в останні роки багато в чому узгоджувався з розвитком сусідніх країн. Якщо подивитися на рівень приросту ВВП в країні, неважко побачити його кореляцію з сусідніми європейськими країнами, хоча треба зазначити, що ця кореляція була дещо послаблена на початку 90-х, коли розвиток в Німеччині дещо відокремився від рівня співчленів.
Звернемо увагу на економіку країни в 70-х. Спад економіки пояснювався ціновою спіраллю, яка не дала реальним цінам пристосуватися до довгострокової політики країни. До того ж глобальна рецесія 1980-го досить важко відбилася на розвитку країни. Перші передчуття глобальної проблеми призвели до вибухання ринку нерухомості. Реальні ціни на нерухомість падали невпинно. Така ситуація на ринку нерухомості призвела до скорочення споживання в країні. В 1982 р. економіка країни була в кризовому стані з падінням ВВП другий рік поспіль. Покращення ситуації у світі призвело до того, що починаючи з 1982 країна почала відновлювати економіку.
Економічний цикл кінця 80-х і початку 90-х відчув на собі вплив Німецької економіки. Встановлені Німеччиною рівні обміну валют призвели до кризи інвестицій в 1991 р. Але не зважаючи на це, Нідерланди потерпіли від рецесій 1992—1993 і 1995 значно менше, ніж інші європейські країни. Розпочався етап економічної стабілізації і постійного зростання національної економіки завдяки раціональній фіскальній політиці і реформам на ринку праці. Економічне зростання країни набуло сили в 1994 р. і продовжується досі.
Багато в чому нагадує згадана ситуація особливості економічного розвитку Бельгії, яка перебувала в стані економічного буму у 1997 р., доводивши свою перспективність і підтверджуючи своє місце серед найрозвиненіших країн. Вражають економічні досягнення і Люксембургу в останні три декади. А в 1998—1999 рр. в цих двох країнах реальний ВВП зріс майже на 5 %, що є неймовірним показником навіть для цих країн. Дійсно таке зростання Люксембургу ще з початку 80-х було викликане віртуозним компромісом між впливовою політикою, розвиненим партнерством з сусідніми країнами і, перш за все, економікою зовнішньої орієнтації з урахуванням регіональної спеціалізації.
Усі ці фактори і зумовили той стан економічного розвитку країн Бенілюксу, який спостерігаємо сьогодні, відповідне місце в ЄС та світовій торгівлі. Інтегрованість регіону та раціональна фіскальна політика Урядів дозволила країнам Бенілюксу впевнено встати на шлях процвітання, покращувати свої показники щороку. Наступний розділ роботи буде присвячено аналізу останніх макроекономічних показників національних економік регіону та структурі економік в цілому.

## Національні економіки країн Бенілюксу в сучасних умовах

### Загальна характеристика економічного розвитку країн Бенілюксу
Країни Бенілюксу є лідерами в групі країн Центральної Європи за більшістю валових макроекономічних показників. Природними ресурсами країни Центральної Європи наділені недостатньо. З більш-менш корисних копалин слід зазначити запаси нафти та газу в Нідерландах та Бельгії. Якщо подивитися на структуру економіки країн всього центральноєвропейського регіону, то безперечно найпередовішою країною щодо постіндустріального розвитку є Нідерланди. Тут сільське господарство становить 3,6 % ВВП країни, промисловість — 28,5 %, а послуги — 67,9 %. Відповідні сектори економіки Бельгії відповідають відношенню: 1,8 % : 31,7 % : 66,5 %.
У сільському господарстві країн регіону найбільше значення мають зернові культури, фрукти. Нідерланди історично спеціалізуються на вирощуванні квітів, більшість з яких потім ідуть на експорт і є такими популярними у світі. Досвід розвитку сільського господарства в Нідерландах заслуговує на додаткову увагу через те, що країна мала в буквальному розумінні відвойовувати території у моря, будуючи численні дамби та створюючи намивні сектори суші. В результаті цього, площа сільськогосподарських земель у Нідерландах є найбільшою серед країн даної групи, більше {\displaystyle 1/4} території країни, а інтенсивність ведення сільського господарства така, що більш ніж 20 %  експорту припадає на харчові продукти [1,185].

Країни Бенілюксу на мапі Європи.

Серед галузей промисловості слід зазначити:
- металургію в Бельгії та Нідерландах;

- машинобудування в Бельгії та Нідерландах;

- хімічну і нафтопереробну промисловість Нідерландів;

- текстильну промисловість в усіх трьох країнах;

- електротехнічну промисловість в Нідерландах;

- обробку алмазів в Нідерландах та Бельгії;

- скляну промисловість в Бельгії.

Наукомісткість виробництва, використання новітніх технологій, виробництво якісно нових продуктів значно розвинуті в Нідерландах.
Країни Бенілюксу в світовій економіці спеціалізуються також і на створенні дочірніх ліцензійних компаній в рамках внутрішньофірмової структури ТНК. А це разом з значною податковою економією транснаціональної групи спрощує отримання країнами провідних іноземних технологій.
Характеризуючи інфраструктуру країн Центральної Європи, зазначимо, що морські країни — Нідерланди і Бельгія — мають великі порти, усі три країни мають функціональну, розгалужена мережа найкращих автомобільних доріг і залізниць, аеропорти міжнародного значення.
У сфері енергетики позиції дещо гірші з огляду на залежність від імпорту енергоносіїв, особливо у Бельгії, яка має імпортувати задля своїх енергетичних потреб нафту і газ [1,188].
Найважливішими складовими галузями сфери послуг в регіоні традиційно є фінансові послуги і туризм. Амстердам є найбільшим світовим фінансовим регіоном, не враховуючи Цюрих. В усіх трьох країнах розвинені банківські послуги (особливо в Нідерландах), страхування, фінансові холдинги і торгівля нерухомістю.
Всі три країни, тією чи іншою мірою, можна вважати податковими сховищами для міжнародних операцій.

### Діяльність країн Бенілюксу в рамках ЄС та СОТ
Останнім часом в регіоні спостерігається значне економічне пожвавлення, в середньому приріст в цьому регіоні становить 2,5 %, а в 2001 р. очікується, що становитиме 3 %. Неможливо не звернути увагу на такий фактор як прогрес країн в галузі створення єдиного ринку в рамках ЄС, завдяки дерегуляції телекомунікаційного сектора та ринку фінансових послуг, паралельно до виконання дій в рамках СОТ. Важливою ланкою інтеграції стало введення єдиної валюти. За даними на 1998 р. Союз Бельгії та Люксембургу забезпечував 3,2 % світового експорту, таким чином посівши 11 місце серед найбільших експортерів світу. Але крім того, ці дві країни разом зайняли шосте місце в ЄС за рівнем експорту і десяте місце серед найбільших імпортерів світу. Справді, всі сектори і більшість території країн Бенілюксу залучені задля того, щоб відповідати потребам збільшення обсягу експортно-імпортних операцій.
1 січня 1999 р. 11 країн ЄС прийняли остаточне рішення щодо наступної ланки Європейської інтеграції — введення єдиної валюти. Таким чином, ці країни автоматично стали учасницями третього етапу ЄВС. Ця подія стала історичним кроком усіх найголовніших посадових осіб країн-учасниць, таке рішення позначило досягнення ЄВС відповідно до строків, зазначених ЄС в 1992 р. в Маастрихтському договорі.
На зустрічі в Брюсселі було проаналізовано досягнений рівень інтегрованості європейських країн і надана оцінка розвиткові країн ЄС.
Монетарна політика не є єдиною ланкою інтегрованості країн союзу. З огляду на те, що країнам необхідні реформи спрямовані на скорочення безробіття, країни Бенілюксу прагнуть до співпраці у врегулюванні ринку праці. Визначальними є досягнення «Doorn group».
Так, у вересні 2000 р. «Doorn group» — об'єднання професійних спілок країн Бенілюксу, а крім того Німеччини — провела вже четверту щорічну зустріч. Об'єднана група спільними зусиллями оцінила результати досягнутих у 2000 р. угод по витратах в чотирьох країнах в контексті «формули координування», яку вони прийняли торік. В цій формулі зазначено, що країни повинні шукати стандарти виплат, які б відповідали змінам цін і продуктивності праці. Крім того, союзи приділили увагу питанням кооперації у розв'язанні питань тривалості робочого дня і продовження навчання під час роботи.
7-8 вересня 2000 р. понад 50 провідних представників професійних спілок Бельгії, Нідерландів, Люксембургу та Німеччини зустрілися в рамках діяльності «Doorn group» в Люксембурзі. Назва об'єднання походить від назви міста, де в 1998 р. професійні спілки вищезгаданих країн прийняли спільну декларацію, в якій зазначалося міцне бажання країн знайти можливості для координування через кордони питань, що стосуються виплат на заробітну плату та умов праці в рамках ЄС. Декларація «Doorn group» вперше в історії зазначила той факт, що спілки з різних країн визнали єдині стандарти в цьому питанні. Одним з головних питань зустрічі стали суттєві збільшення рівнів виплат в країнах. Відповідно до цифр, наданих національними організаціями професійних спілок, в середньому зростання у 2000 р. сягнули рівня 4,5 % в Люксембурзі, 3,6 % в Бельгії, 3,5 % в Нідерландах і 2,3 % в Німеччині.